# Cesbronita
La cesbronita és un mineral de la classe dels òxids. Anomenat l'any 1974 per Sidney Arthur Williams en honor de Fabien P. Cesbron, mineralogista francès del Bureau de Recherches Geologiques et Miniere d'Orleans, França. El setembre de 2017 va ser redefinit el mineral, ja que es va descobrir que contenia Te6+ en comptes de Te4+; la fórmula original era Cu₅(Te4+O₃)₂(OH)₆ · 2H₂O; actualment s'accepta la següent: Cu2+₃Te6+O₄(OH)₄.

## Característiques
La cesbronita és un òxid de fórmula química Cu2+₃Te6+O₄(OH)₄. Cristal·litza en el sistema ortoròmbic. La seva duresa a l'escala de Mohs és 3.
Segons la classificació de Nickel-Strunz, la cesbronita pertany a «04.JN - Tel·lurits amb anions addicionals, amb H₂O» juntament amb els següents minerals: sonoraïta, eztlita, poughita, oboyerita i juabita.

## Formació i jaciments
Es forma com a mineral secundari en dipòsits de sulfurs de coure, tel·luri i plom. S'ha descrit associada a electre, teineïta, carlfriesita, xocomecatlita, utahita, leisingita, jensenita, hematites.